# Tempelhof-Schöneberg
Tempelhof-Schöneberg is een van de 12 districten (Verwaltungsbezirke) van Berlijn. Het district ontstond in 2001 door samenvoeging van de toenmalige districten Tempelhof en Schöneberg. Het district ligt in de Teltow (streek).
Het district bestaat uit de stadsdelen Schöneberg, Friedenau, Tempelhof, Mariendorf, Marienfelde en Lichtenrade.

## Politiek
Samenstelling districtsraad
Charlottenburg-Wilmersdorf · 
Friedrichshain-Kreuzberg ·
Lichtenberg ·
Marzahn-Hellersdorf ·
Mitte ·
Neukölln ·
Pankow ·
Reinickendorf ·
Spandau ·
Steglitz-Zehlendorf ·
Tempelhof-Schöneberg ·
Treptow-Köpenick